# Gecarcinus quadratus
Il granchio di Halloween (Gecarcinus quadratus, de Saussure, 1853) è un granchio fantasma terricolo della famiglia delle Gecarcinidae. Specie dall'aspetto particolarmente colorato, localmente viene identificato con diversi nomi comuni in lingua inglese quali red land crab (granchio terrestre rosso) whitespot crab, halloween crab (granchio di halloween), moon crab (granchio luna), halloween moon crab (granchio luna di halloween), mouthless crab (granchio senzabocca) o harlequin land crab (granchio arlecchino terrestre).

## Distribuzione
G. quadratus è presente negli ambienti umidi costieri, a mangrovie, dune sabbiose e foreste pluviali lungo la costa americana bagnata dall'Oceano Pacifico, dal Messico meridionale a Panama. Precedentemente era citata presente anche sulla costa nordoccidentale dell'America Meridionale, tuttavia nel 2014 questa popolazione è stata riconosciuta come una specie separata, G. nobili.
La tassonomia in relazione alla specie atlantica G. lateralis è contestata, con molti studiosi che considerano le specie G. quadratus e G. lateralis come conspecifiche.

## Descrizione e comportamento

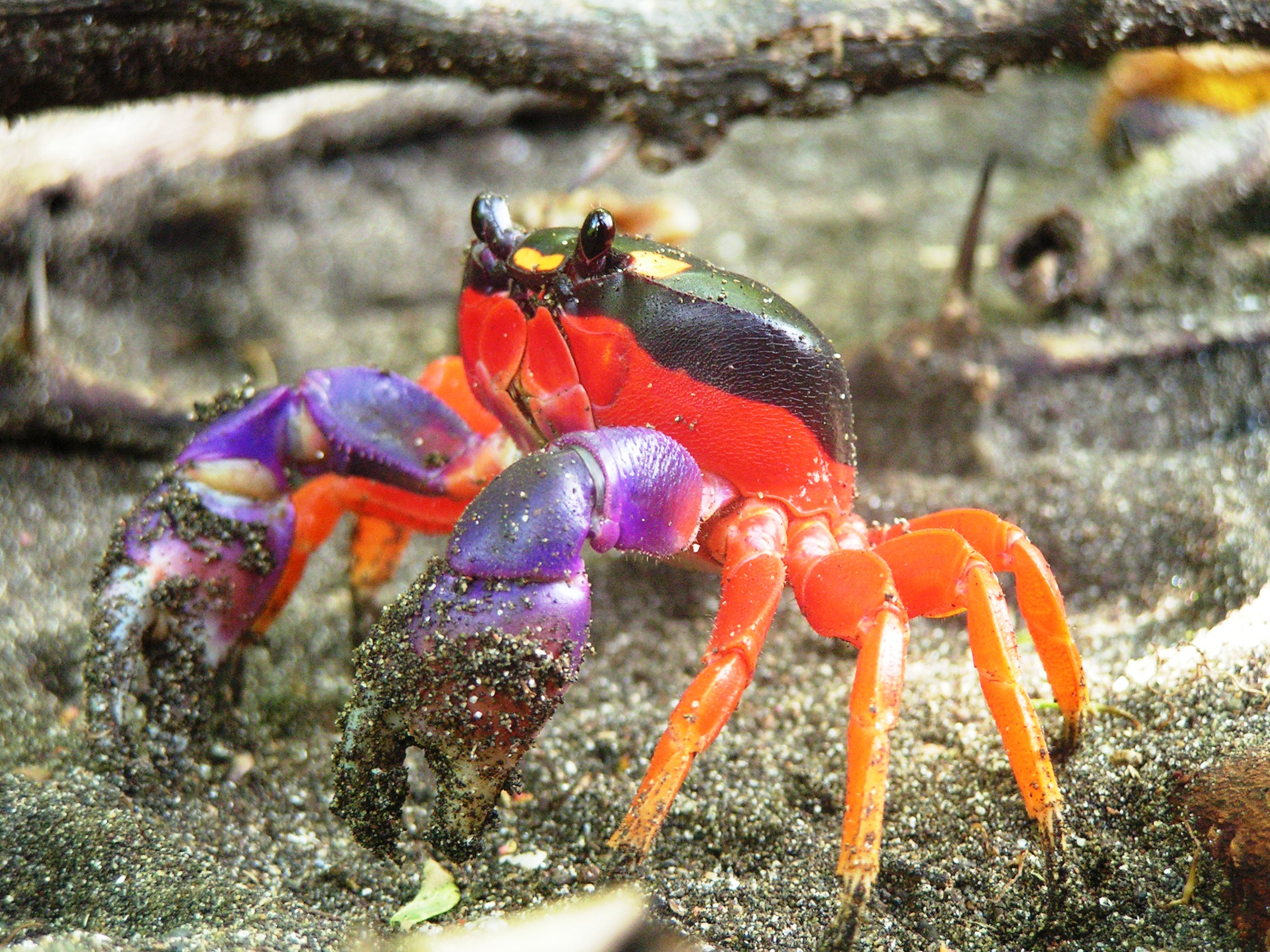
Gecarcinus quadratus a Panama.

Il carapace del G. quadratus può raggiungere una lunghezza di 5 cm. Ha una coppia di grosse chele di colore viola, con i rimanenti quattro paia di arti di colore rosso-arancio, e carapace quasi interamente nero con una coppia di macchie di colore giallo, arancione o rossastro dietro gli occhi, e un'ulteriore coppia di macchie biancastre sulla parte centro ventrale del carapace.
La specie ha abitudini notturne e tende a ripararsi in tane, che talvolta arrivano a misurare fino a 1,5 m nelle foreste pluviali costiere dell'America Centrale, ed è comune lungo le coste di Costa Rica, Panama e Nicaragua. Il G. quadratus vive nella foresta almeno una parte della sua vita adulta, ma ha bisogno di tornare al mare per la riproduzione. La specie, prevalentemente erbivora, si nutre di lettiera e plantule.il suo nemico più comune sono le formiche delle foreste che si cibano dei loro piccoli